# Lucyna Smolińska
Lucyna Sroka, née Smolińska est une journaliste, scénariste et réalisatrice de films documentaires polonaise née le 24 décembre 1932 à Mława, morte le 25 juillet 2020 à Varsovie. Elle a réalisé la plupart de ses films avec son mari Mieczysław Sroka.

## Biographie
Lucyna Smolińska est née le 24 décembre 1932 à Mława, dans la voïvodie de Mazovie, dans le centre-est de la Pologne.
Elle est diplômée de la faculté de journalisme de l'université de Varsovie,,,.
Elle commence sa carrière dans la télévision en 1961 en tant qu'employée de TVP, groupe audiovisuel public polonais,. De 1968 à 1972, elle est responsable de la rédaction scolaire et historique au sein de la rédaction pédagogique en chef de TVP 1,,,. De 1972 à 1974, elle est la cofondatrice de TVP 2, dont elle a dirige la rédaction générale,. De 1983 à 1984, elle dirige la rédaction de films documentaires, et de films d'art,. Elle dirige ensuite le département des reportages et des documentaires de 1984 à 1991,.
Elle meurt le 25 juillet 2020,, à Varsovie, capitale de la Pologne et est enterrée au cimetière de Powązki (section 92-6-18),.